# Сватосване
Свато̀сването е процес на нагаждане/съвпадение на двама или повече души заедно, обикновено с цел брак. На англ. думата „matchmaking“ се използва и в контекста на спортни събития като бокс, в бизнеса, в онлайн видео игри и при сдвояване на донори на органи.

## Сватовници
Сватовник (още сват и годежар, остаряло сглѐдник – човек, изпратен на сглѐда) е човек, който се занимава със сватосване, понякога като професия, крайната цел на което е женитба. В ж.р. е сватовница.

## Практикуване
В някои култури ролята на сватовника е била и е доста професионализирана. Ашкеназийският еврейски шадчан или индуският астролог често се смятат за основни съветници и също помагат в намирането на правилните съпрузи, тъй като имат връзки и добросъвестни отношения със семействата. В култури, където уговорените бракове са били правило, астрологът често твърди, че звездите освещават добрите съчетания, одобрени от двамата родители, което прави доста трудно за лесно колебливите деца да възразят. Гаданията на Таро също са били използвани от някои сватовници.

## Други употреби

### Бизнес употреба
Концепцията за сватосване се използва и в света на бизнеса и е известна като B2B Matchmaking, Investor Matchmaking, Business Speed Dating или Brokerage Events. В противоречие със социалните мрежи на фокус са срещите на живо между бизнесмени с търговски цели. Панаирни организации напр. намират тази концепция за добавена стойност за своите изложители, защото им дава възможност за предварително планирани срещи. След вдъхновението на сайтовете за запознанства, някои онлайн платформи за B2B мрежи разработиха усъвършенствани решения за бизнес съвпадение, позволяващи идентифициране на съответните бизнес партньори.

### Спортна употреба
Съчетанието на спортисти в проявите на тяхното съревнование цели от промоутърите (чуждицата мачмейкър е съответната на сватовник в англ. език – „matchmaker“) възможно по-равностоен или зрелищен резултат, който да привлече повече публика, респективно приходи.

## Галерия
- „Сватовство майора“, худ. Павел Федотов, 1848 г.
- „Беседката“, 1890 г.

## Вижте още
- Годеж
- Годеж (обичай)
- Ухажване